# Вечно млад
„Вечно млад“ (на английски: Forever Young) е американска научнофантастична романтична драма от 1992 г. на режисьора Стийв Минър, по сценарий на Джей Джей Ейбрамс. Главните роли се изпълняват от Мел Гибсън, Джейми Лий Къртис и Илайджа Ууд. Премиерата на филма излиза в Съединените щати на 11 декември 1992 г., разпространена от „Уорнър Брос“.

## Актьорски състав
- Мел Гибсън – Капитан Даниел Маккормак
- Джейми Лий Къртис – Клеър Купър
- Илайджа Ууд – Нат Купър
- Изабел Глазър – Хелън
- Джордж Вендт – Хари Финли
- Джо Мортън – Камерън
- Никола Сурови – Джон
- Дейвид Маршъл Грант – Лейтенант Уилкокс
- Робърт Хай Горман – Феликс
- Мили Славин – Сюзън Финли
- Майкъл Гурджиан – Стивън
- Вероника Лорън – Алис
- Арт Лафлер – бащата на Алис
- Ерик Пиерпойнт – Фред

## В България
В България филмът излиза на видеокасета от „Александра Видео“ през 1995 г.
На 22 април 2011 г. филмът е излъчен по bTV с български дублаж.